# Volusia County
Das Volusia County ist ein County im Bundesstaat Florida der Vereinigten Staaten. Der Verwaltungssitz (County Seat) ist DeLand.

## Geschichte
Das Volusia County wurde am 29. Dezember 1854 aus Teilen des Orange County gebildet. Benannt wurde es nach einer Siedlung am St. Johns River.

## Geographie
Das County hat eine Fläche von 3710 Quadratkilometern, wovon 853 Quadratkilometer Wasserfläche sind. Es grenzt im Uhrzeigersinn an folgende Countys: Brevard County, Seminole County, Lake County, Marion County, Putnam County und Flagler County. Zusammen mit dem Flagler County bildet das County die Metropolregion Deltona–Daytona Beach–Ormond Beach.

## Demografische Daten
Nach der Volkszählung im Jahr 2010 lebten im Volusia County 494.593 Menschen in 253.924 Haushalten. Die Bevölkerungsdichte betrug 173,1 Einwohner pro Quadratkilometer. Ethnisch betrachtet setzte sich die Bevölkerung zusammen aus 82,5 % Weißen, 10,5 % Afroamerikanern, 0,4 % Indianern und 1,5 % Asian Americans. 2,9 % waren Angehörige anderer Ethnien und 2,1 % verschiedener Ethnien. 11,2 % der Bevölkerung bestand aus Hispanics oder Latinos.
Im Jahr 2010 lebten in 25,1 % aller Haushalte Kinder unter 18 Jahren sowie 35,7 % aller Haushalte Personen mit mindestens 65 Jahren. 62,6 % der Haushalte waren Familienhaushalte (bestehend aus verheirateten Paaren mit oder ohne Nachkommen bzw. einem Elternteil mit Nachkomme). Die durchschnittliche Größe eines Haushalts lag bei 2,31 Personen und die durchschnittliche Familiengröße bei 2,84 Personen.
21,6 % der Bevölkerung waren jünger als 20 Jahre, 21,8 % waren 20 bis 39 Jahre alt, 28,2 % waren 40 bis 59 Jahre alt und 28,2 % waren mindestens 60 Jahre alt. Das mittlere Alter betrug 45 Jahre. 48,9 % der Bevölkerung waren männlich und 51,1 % weiblich.
Das jährliche Durchschnittseinkommen eines Haushalts betrug 43.419 USD, dabei lebten 16,0 % der Bevölkerung unter der Armutsgrenze.

Im Jahr 2010 war englisch die Muttersprache von 87,34 % der Bevölkerung, spanisch sprachen 8,12 % und 4,54 % hatten eine andere Muttersprache.

## Kultur und Sehenswürdigkeiten

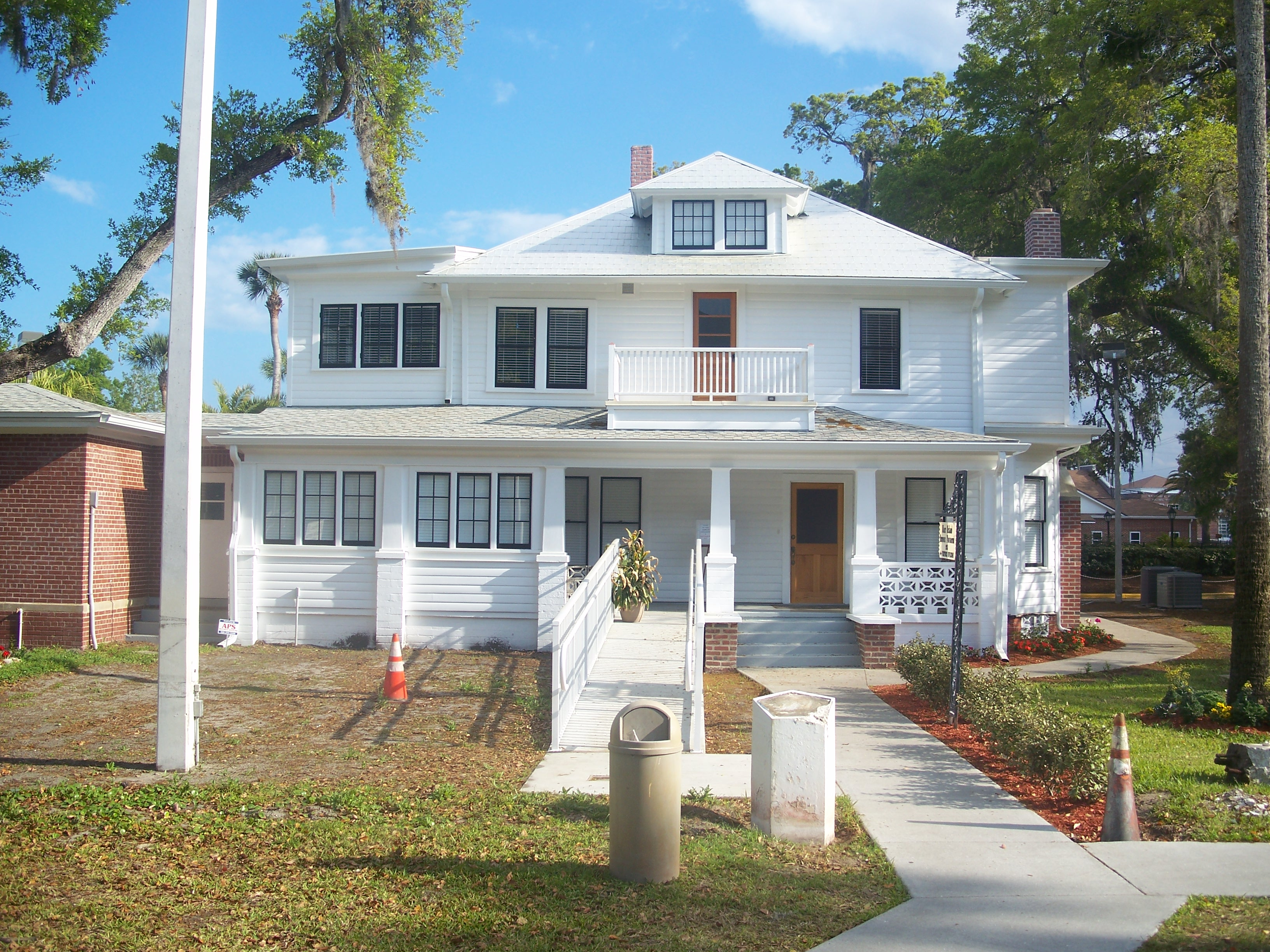
Mary McLeod Bethune Home in Daytona Beach (2011). Das Haus entstand in den frühen 1900er Jahren und diente ab 1913 bis zu ihrem Tod der afroamerikanischen Bürgerrechtlerin Mary McLeod Bethune als Wohnsitz. Am 2. Dezember 1974 erhielt es als erstes Objekt im Volusia County den Status eines National Historic Landmarks zuerkannt. Am gleichen Tag erfolgte der Eintrag in das NRHP.

110 Bauwerke, Stätten und Historic Districts („historische Bezirke“) im Volusia County sind im National Register of Historic Places („Nationales Verzeichnis historischer Orte“; NRHP) eingetragen (Stand 13. März 2023), darunter haben das Mary McLeod Bethune Home und das Ponce de Leon Inlet Light den Status von National Historic Landmarks („Nationales historisches Wahrzeichen“).

## Weiterführende Bildungseinrichtungen
- Bethune-Cookman College in Daytona Beach
- Daytona Beach Community College in Daytona Beach
- Embry-Riddle Aeronautical University in Daytona Beach
- Keiser College in Daytona Beach
- Florida Technical College in DeLand
- Stetson University in DeLand

## Orte im Volusia County
Orte im Volusia County mit Einwohnerzahlen der Volkszählung von 2010:
Cities:
- Daytona Beach – 61.005 Einwohner
- Daytona Beach Shores – 4.247 Einwohner
- DeBary – 19.320 Einwohner
- DeLand (County Seat) – 27.031 Einwohner
- Deltona – 85.182 Einwohner
- Edgewater – 20.750 Einwohner
- Flagler Beach – 4.484 Einwohner
- Holly Hill – 11.659 Einwohner
- Lake Helen – 2.624 Einwohner
- New Smyrna Beach – 22.464 Einwohner
- Oak Hill – 1.792 Einwohner
- Orange City – 10.599 Einwohner
- Ormond Beach – 38.137 Einwohner
- Port Orange – 56.048 Einwohner
- South Daytona – 12.252 Einwohner

Towns:	
- Pierson – 1.736 Einwohner
- Ponce Inlet – 3.032 Einwohner

Census-designated places:
- DeLeon Springs – 2.614 Einwohner
- DeLand Southwest – 1.052 Einwohner
- Glencoe – 2.582 Einwohner
- North DeLand – 1.450 Einwohner
- Ormond-by-the-Sea – 7.406 Einwohner
- Samsula-Spruce Creek – 5.047 Einwohner
- Seville – 614 Einwohner
- West DeLand – 3.535 Einwohner